# Дьоміно-Олександрівка
50°11′0″ пн. ш. 38°7′0″ сх. д. / 50.18333° пн. ш. 38.11667° сх. д.
Дьо́міно-Олекса́ндрівка — пункт пропуску через державний кордон України на кордоні з Росією.
Розташований у Луганській області, Троїцький район, поблизу села Демино-Олександрівка на автошляху Р66. Із російського боку розташований пункт пропуску «Валуйки», Валуйський район, Бєлгородська область, на трасі у напрямку Валуйок.
Вид пункту пропуску — автомобільний. Статус пункту пропуску — міждержавний.
Характер перевезень — пасажирський, вантажний.
Окрім радіологічного, митного та прикордонного контролю, пункт пропуску «Дьоміно-Олександрівка» може здійснювати ветеринарний контроль.
Пункт пропуску «Дьоміно-Олександрівка» входить до складу митного посту «Дьоміно-Олександрівка» Луганської митниці. Код пункту пропуску — 70223 11 00 (21).